# Celio (rione de Roma)

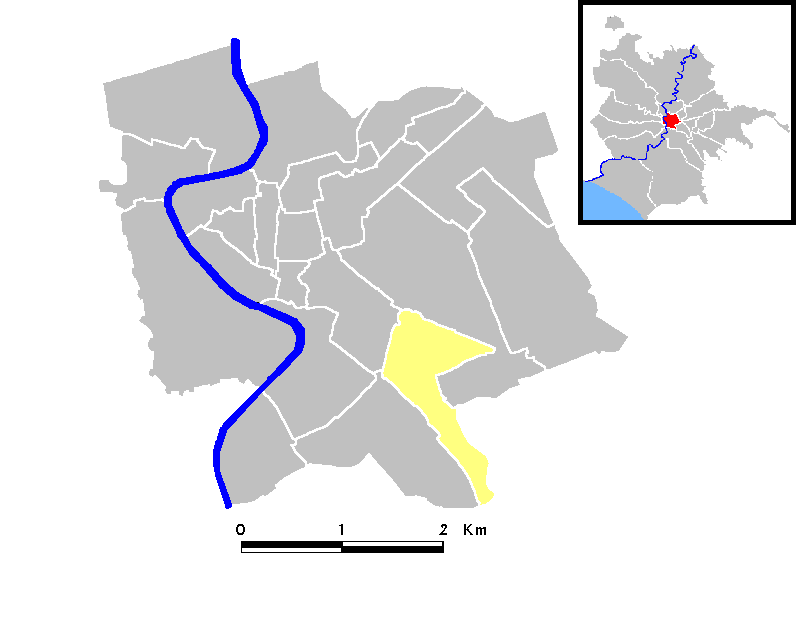
Mapa do Rione XIX - Celio

Celio  é um dos vinte e dois riones de Roma, oficialmente numerado como Rione XIX, localizado no Município I. O monte Célio é uma das sete colinas de Roma. Seu nome é baseado em Célio Vibena, de origem etrusca assim como Sérvio Túlio ("rei de Vulcos") e Túlio Hostílio, e que morava no monte Célio, na época parte do território etrusco que se estendia até o Tibre.

## História

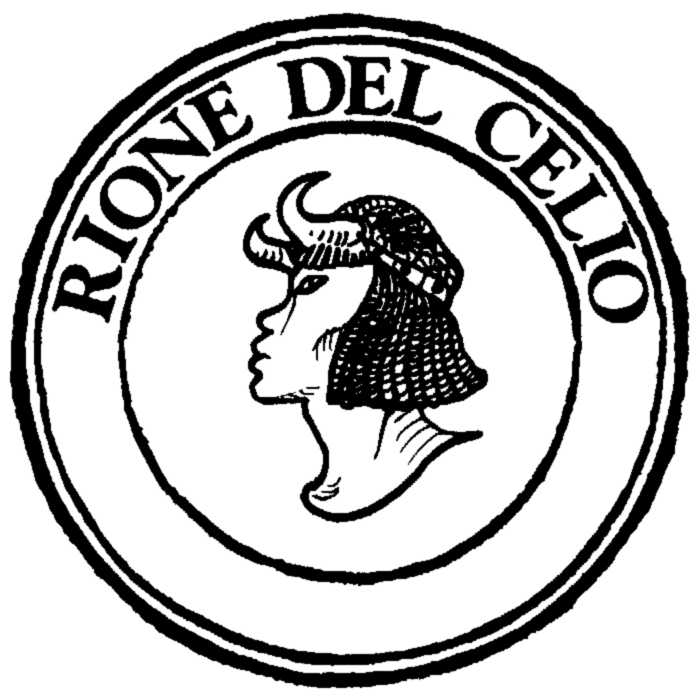
Brasão de Celio: busto de "um africano" com um adorno com presas de elefante douradas em fundo prateado.

A história recente do rione Celio (rione XIX) como entidade administrativa é relativamente breve: seu território era parte dos riones Monti e Campitelli e, depois da unificação da Itália, era relativamente desabitado. Foram construídos na região complexos eclesiásticos compostos de edifícios, vinhedos e hortos, como San Clemente, Santi Quattro Coronati, Santo Stefano Rotondo, a Villa Celimontana, além do Ninfeu de Nero, da Água Cláudia e de outras ruínas romanas e medievais.
A região então tornou-se uma das primeiras para as quais foram estipuladas — em 1872-3, convenções para edificação de novas construções destinadas a serviços e aos recém-chegados na nova capital nacional. Em particular, a região abrangia um cume onde ficava um hospital militar, construído entre 1885 e 1891, no centro de uma vasta zona que era (e ainda é) controlada pelos militares, perto do antigo sítio medieval de Santo Stefano in Formis, que tinha também um hospital anexo ao seu mosteiro. Depois da Segunda Guerra Mundial, as únicas obras foram para reorganizar algumas vias que desciam em direção ao Coliseu. Um grande complexo de prédios populares (IACP), com vista para a Piazza Celimontana e a Via Claudia, fora os da Via dos Símacos (Via dei' Simmachi), foi demolido em 1968. Atualmente, esta grande área urbana, beirando o hospital militar, foi transformada, em 2003, num parque público conhecido como "Parco della Pace" no rione Celio.
O rione Celio foi criado em 1921, mas é ainda hoje um dos mais preservados do tráfego e um dos menos habitados de Roma. A área ainda é de caráter popular em muitos aspectos e certamente muito mais pobre que riones como Colonna, que mudaram radicalmente sua estrutura social. Sua localização estratégica, perto do Coliseu, está transformando o perfil local para um rione repleto de hotéis e turistas do tipo "bed & breakfast".

## Vias e monumentos
- Clivo di Scauro
- Fontana Celimontana
- Fontana della Navicella
- Parco degli Scipioni
- Parco di San Gregorio al Celio

### Antiguidades romanas
- Arco de Constantino
- Arco de Dolabela
- Arco de Druso
- Basílica Hilariana
- Casa dos Valérios
- Casas romanas do Monte Célio
- Coliseu
- Columbário de Pompônio Hilas
- Obelisco da Villa Celimontana
- Porta Capena
- Porta Celimontana (destruída)
- Porta Latina
- Porta Metrônia
- Porta Querquetulana (destruída)
- Porta de São Sebastião
- Templo de Cláudio
- Túmulo dos Cipiões
- Vico da Cabeça da África

## Edifícios

### Palácios evillas
- Casino La Vignola Boccapaduli
- Palazzo Mattei a Villa Celimontana
- Orti di Galatea (Vigna Passarini)
- Villa Appia delle Sirene
- Villa Casali (demolida)
- Villa Celimontana
- Villa Sordi

### Outros edifícios
- Biblioteca do papa Agapito
- Convento dei Passionisti al Celio
- Ospedale dei Trinitari
- Ospedale Militare del Celio (Policlinico Militare Celio)

### Igrejas
- Cappella del Policlinico Militare del Celio
- San Cesareo de Appia (conhecida antes como San Cesareo in Palatio)
- San Giovanni a Porta Latina
- Santi Giovanni e Paolo
- San Giovanni in Oleo
- San Gregorio al Celio
  - Oratorio di Santa Barbara al Celio
  - Oratorio di Sant'Andrea al Celio
  - Oratorio di Santa Silvia al Celio
- Santa Maria in Domnica (Santa Maria alla Navicella)
- Santa Maria della Pietà al Colosseo
- Santi Quattro Coronati
  - San Silvestro
  - Santa Barbara
- San Tommaso in Formis
- San Sisto Vecchio

Igrejas desconsagradas
- Sette Dormienti
- Oratorio del Salvatore
- Santa Maria in Tempulo

Igrejas demolidas
- San Giacomo del Colosseo
- Santissimo Crocifisso della Ferratella